# T'estimo, ets perfecte... ja et canviaré
T'estimo, ets perfecte... ja et canviaré o T'estimo, ets perfecte, ja et canviaré (títol original en anglès: I Love You, You're Perfect, Now Change) és un musical de 1996 amb llibret i lletres de Joe DiPietro i música de Jimmy Roberts. Ocupa la segona posició en els musicals de més llarga duració a l'Off Broadway. El 1997 va ser nominat al Premi Outer Critics Circle al Musical de l'Off Broadway Més Destacat.

## Història de la producció
El musical s'estrenà al Westside Theatre, de l'off-Broadway, l'1 d'agost de 1996, tancant el 27 de juliol de 2008, després de 5.003 funcions, després de 12 anys en cartell, convertint-se fins a la data en el segon musical de més llarga estada a l'off-Broadway, només després de The Fantasticks. Dirigida per Joel Bishoff, el repartiment estava format per Jordan Leeds, Robert Roznowski, Jennifer Simard i Melissa Weil.
Va ser produïda per primera vegada al Regne Unit al Churchill Theatre, Bromley, després d'una breu temporada al Comedy Theatre del West End el 1999, amb un revival el 2005 al Jermyn Street Theatre.
En total, s'ha traduït a 13 idiomes, incloent català, hebreu, castellà, holandès, hongarès, txec, japonès, coreà, italià, portuguès, alemany, finès i mandarí.
S'ha representat en ciutats com Los Angeles, Toronto, Boston, Chicago, Londres, Tel-Aviv, Mèxic DF, Barcelona, Amsterdam, Budapest, Sydney, Pragua, Seul, Milà, Rio de Janeiro, Johannesburg, Dublín, Buenos Aires, Berlín, Hong Kong, Shanghai, Beijing, Taipei, Tokio, Manila, Wiesbaden, Heidelberg i Christchurch.
A Barcelona es va estrenar al desembre de 1999, dirigit per Esteve Ferrer i direcció musical de Manuel Gas, i interpretat per Eduard Farelo, Maria José Peris, Xavier Mestres, Xavi Mira, Mone i Teresa Vallicrosa. Va guanyar els Premis Butaca 2000 a Millor Musical, Millor Actor de Musical (Xavi Mira) i Millor Actriu de Musical (Teresa Vallicrosa) L'èxit provocà que hi hagués una nova temporada, el 2001, aquest cop amb Frank Capdet, Mercè Martínez, Xavier Mestres i Teresa Vallicrosa, interpretant-se també a Madrid, amb els actors Carme Conesa, Miguel del Arco, Silvia Marsó i Victor Ullate. Se n'ha fet una nova versió al Teatre Poliorama de Barcelona el febrer del 2013, dirigida per Elisenda Roca i interpretada per Frank Capdet, Mercè Martínez, Muntsa Rius i Jordi Vidal. Aquesta versió va anar de gira per Catalunya i va tornar a Barcelona entre el febrer i l'abril de 2014, al Teatre Goya (actualment anomenat Teatre Goya Codorníu pel patrocini d'aquesta marca), amb les mateixes actrius i els actors Jordi Llordella i Ivan Labanda. Va retornar el setembre de 2014 amb Mercè Martínez, Muntsa Rius, Jordi Llordella i Xavier Mestres.

### Produccions a Catalunya
| Any  | Direcció      | Direcció musical | Repartiment                                                                          | Teatre on s'estrena |
| ---- | ------------- | ---------------- | ------------------------------------------------------------------------------------ | ------------------- |
| 1999 | Esteve Ferrer | Manuel Gas       | Eduard Farelo, Maria José Peris, Xavier Mestres, Xavi Mira, Mone i Teresa Vallicrosa | Teatre Zorrilla     |
| 2001 | Esteve Ferrer | Manuel Gas       | Frank Capdet, Mercè Martínez, Xavier Mestres i Teresa Vallicrosa                     | Teatre Borràs       |
| 2013 | Elisenda Roca | Andreu Gallén    | Frank Capdet, Mercè Martínez, Muntsa Rius i Jordi Vidal                              | Teatre Poliorama    |
| 2014 | Elisenda Roca | Andreu Gallén    | Mercè Martínez, Muntsa Rius, Jordi Llordella i Ivan Labanda                          | Teatre Goya         |
| 2014 | Elisenda Roca | Andreu Gallén    | Mercè Martínez, Muntsa Rius, Jordi Llordella i Xavier Mestres                        | Teatre Poliorama    |

## Sinopsi
I Love You, You're Perfect, Now Change es presenta en forma d'una sèrie de vinyetes, connectades pel tema central de l'amor i les relacions. El subtítol de l'obra és "tot el que heu pensat secretament sobre les cites, romanços, matrimoni, amants, marits i esposes, però que no s'atrevia a admetre". Amb poques excepcions, les escenes són independents les unes de les altres, però progressen de manera com progressen les relacions en el transcurs de la vida. A les escenes de la primera cita, per exemple, li segueixen les escenes sobre el matrimoni, i a aquestes, les dels fills. Tot i que apareixen molts personatges, normalment es fa amb un repartiment molt petit, normalment de només 4 actors (2 parelles).
Primer Acte
Escena 1: "Prologue"
"Prologue"
"Cantata for a First Date" / "Cantata per a una primera cita"
Escena 2: "Not Tonight, I'm Busy, Busy, Busy"

"We Had it All"
Escena 3: "A Stud and a Babe"
"A Stud and a Babe" / "Si jo estigués bo…"
Escena 4: "Men Who Talk and the Women Who Pretend They're Listening"
"Single Man Drought" / "Mentida"
"Why? 'Cause I'm a Guy" / "Jo sóc un noi"
Escena 5: "Tear Jerk"
"Tear Jerk" / "Plorar sense parar"
Escena 6: "The Lasagna Incident"
"I Will Be Loved Tonight" / "M'abraçarà de nit"
Escena 7: "And Now the Parents"
"Hey There, Single Gal/Guy" / "I ara… els pares"
Escena 8: "Satisfaction Guaranteed"

Escena 9: "I'll Call You Soon (Yeah, Right)"
"He Called Me" / "Miracle! (M'ha trucat)
Escena 10: "Scared Straight"
Escena 11: (untitled)
"Cantata Reprise #1" / "Cantana 1"
"Wedding Vows" / "Els vots matrimonials"
Segon Acte
Escena 1: (untitled)
"Cantata Reprise #2" / "Cantata 2"
"Always a Bridesmaid" / "Sempre soltera"
Escena 2: "Whatever Happened to Baby's Parents?"
"The Baby Song" / "Cançó del nen"
Escena 3: "Sex and the Married Couple"
"Marriage Tango" / "Tango del matrimoni"
Escena 4: "The Family that Drives Together..."
"On the Highway of Love" / "L'autopista de l'amor"
Escena 5: "Waiting"
"Waiting Trio" / "Esperant, esperant"
Escena 6: (untitled)
"Shouldn't I Be Less In Love With You?" / "Sento potser massa amor per tu?"
Escena 7: "The Very First Dating Video of Rose Ritz"

Escena 8: "Funerals are for Dating"
"I Can Live With That" / "Ja m'he fet a tot"
Escena 9: "Epilogue"
"Epilogue"
"I Love You, You're Perfect, Now Change" / "T'estimo, ets perfecte… ja et canviaré"
Els títols de les cançons en català són els de la versió produïda per Vania produccions.